# جنگ نیابتی ایران و عربستان سعودی
جنگ نیابتی ایران و عربستان سعودی، یک جنگ نیابتی فعال بین جمهوری اسلامی ایران و عربستان سعودی است برای نفوذ بیشتر در خاورمیانه، که بیشتر در جنگ داخلی یمن و جنگ داخلی سوریه در جریان است.

## موارد
به مجموعه تحولات روابط ایران با برخی کشورهای عربی نظیر عربستان سعودی، عراق و امارات می‌گویند که بیشتر ناشی از اختلافات مذهبی، جغرافیایی، تاریخی و امنیتی و رقابت‌های ژئوپلتیک است. متهم شدن ایران به اقدام برای ترور سفیر عربستان، تحریف نام خلیج فارس، مناقشه جزایر سه‌گانه ایرانی در خلیج‌فارس، ماجرای اعدام ابوطالب یزدی، ماجرای منصور ارباب‌سیر، کشتار حاجیان در مکه در سال ۱۳۶۶ از جمله اتفاقاتی است که ناشی از جنگ سرد میان ایران و برخی کشورهای عربی است.
- تحریف نام خلیج فارس: با وجود مدارک تاریخی در خصوص نام خلیج فارس، برخی کشورهای عربی به ویژه کشورهای عرب حاشیه این خلیج مدعی هستند که نام این منطقه آبی خلیج عربی است. تا پیش از دهه ۶۰ قرن بیستم میلادی، کشورهای عربی از عبارت خلیج فارس در مکاتبات رسمی خود استفاده می‌کردند. دربارهٔ نام خلیج فارس تا اوایل دههٔ ۱۹۶۰ میلادی هیچ گونه بحث و جدلی در میان نبوده و در تمام منابع اروپایی و آسیایی و آمریکایی و دانشنامهها و نقشه‌های جغرافیایی این کشورها نام خلیج فارس در تمام زبان‌ها به همین نام یاد شده است.
- مناقشه جزایر سه‌گانه ایرانی در خلیج‌فارس: حاکمیت ایران بر جزایر سه‌گانه ابوموسی، تنب بزرگ و تنب کوچک ریشه در دورهٔ امپراطوری‌های عیلامی، ماد، هخامنشی، اشکانی و ساسانی دارد. در این دوران نظم و امنیت ایرانی بر سراسر این پهنه آبی خلیج فارس و جزایر آن حکم‌فرما بود. جزایر سه‌گانه در سال ۱۹۰۸ به‌طور کامل تحت اشغال بریتانیا به عنوان قیم رسمی امارات متصالحه درآمد اما تا سال ۱۹۷۱ هیچ‌یک از دولت‌های وقت ایران این اشغال را قبول نداشته و ابوموسی به همراه تنب بزرگ و کوچک در تقسیمات کشوری ایران قرار داشتند. در سال ۱۹۷۱ پس از توافق ایران و بریتانیا و پیش از خروج نیروهای نظامی انگلستان از منطقه و تأسیس کشور امارات متحده عربی، ابوموسی به همراه تنب بزرگ و تنب کوچک پس از نزدیک به ۷۰ سال شکایت‌های مداوم دولت ایران علیه اشغال گری انگلیس سرانجام به ایران بازگردانده شد.
- متهم شدن ایران به اقدام برای ترور سفیر عربستان: توطئه ترور عادل الجبیر، سفیر عربستان در خاک آمریکا توسط سپاه قدس در ۱۹ مهر ۱۳۹۰ (۱۱ اکتبر ۲۰۱۱ میلادی) توسط اریک هولدر وزیر دادگستری آمریکا اعلام گردید. وزارت دادگستری ایالات متحده آمریکا در تاریخ ۱۱ اکتبر ۲۰۱۱ میلادی، یک شهروند ایرانی-آمریکایی به نام منصور ارباب‌سیَر را به عنوان متهم اصلی و یک شهروند دیگر ایرانی به نام علی غلام شکوری که افسر ارشد نیروی قدس سپاه پاسداران انقلاب اسلامی ایران معرفی شده است را به ارتباط‌گیری، طراحی و پرداخت پول به کارتل لوس زتاس جهت ترور عادل الجبیر، سفیر ریاض در واشینگتن متهم کرده است. دولت ایران در نخستین واکنش این اتهام را سناریوی تبلیغاتی آمریکا و اسرائیل دانست.
- اعدام ۱۸ ایرانی: برابر اخبار خبرگزاری‌ها عربستان ۱۸ ایرانی را در زندان دمام به جرم مواد مخدر گردن زده است.[۱۱۰]
- فاجعه منا (۱۳۹۴): که طی آن تعداد زیادی از حاجیان ایران کشته شدند. ایران و برخی از کشورهای اسلامی، عربستان سعودی را برای مدیریت حج ناتوان خواندند.
- حمله به تأسیسات نفتی آرامکو (۲۰۱۹): در ۱۴ سپتامبر ۲۰۱۹ حمله به تأسیسات نفتی آرامکو در شرق عربستان سعودی موجب مختل شدن صادرات نفت عربستان سعودی و سقوط بازار سهام سعودی شد. جنبش انصارالله یمن مسئولیت این حمله را بر عهده گرفت و آن را حمله‌ای پهپادی نامید. از سویی ایالات متحده و عربستان سعودی، جمهوری اسلامی ایران را مسئول این حملات قلمداد نمود که ایران این اتهام را رد کرد.